# Kaartspelers en brassers
Kaartspelers en brassers is een schilderij van de in Oudenaarde geboren kunstenaar Adriaen Brouwer. Het kleine paneel behoort tot de collectie van het Koninklijk Museum voor Schone Kunsten Antwerpen.

## Context
Oudenaarde was wellicht de geboortestad van Adriaen Brouwer, maar daar bleef hij niet. In 1626 registreerde hij zich in Amsterdam en Haarlem. Hij ging kort in de leer bij de Haarlemse meester Frans Hals, die bekend is voor zijn guitige genretaferelen met vrolijke dronkenlappen. Kort daarna, in 1631/1632 trad hij als vrijmeester toe tot het Sint-Lucasgilde van Antwerpen. Daar verbleef hij tot aan zijn dood.
De kunstenaar liet slechts een klein oeuvre van ongeveer zestig schilderijen na. Een klein aantal van deze werken draagt een signatuur, geen enkel een datum. Ze zijn volgens kunstwetenschappers een hoogtepunt in de Nederlandse genreschilderkunst. Ook in zijn eigen tijd werd Brouwers werk reeds geapprecieerd. Al snel gebruikte men zijn naam als soortnaam voor herbergtaferelen. Zeventiende-eeuwse kunstinventarissen vermelden dan ook meerdere brouwerkens. Bovendien is geweten dat Peter Paul Rubens een onvoorwaardelijke fan van Brouwers werk was. Hij bezat zelfs een werk.
Aanvankelijk sloot Brouwers werk aan bij het werk van Bruegel's navolgers. Net als hen schilderde hij vooral karikaturale voorstellingen in bonte kleuren. In zijn latere werken verdwenen deze bonte kleuren meer en meer. Daarin trekken slechts enkele kleine details, zoals een rode muts een groene jas of een blauw hemd de aandacht. Ze maken zich los uit de achtergrond van gedempte tonen. Die gedempte tonen, samen met het feit dat Brouwer zich ontdeed van alle bijkomende details, zorgen ervoor dat hij de blik van de toeschouwer meteen wist te vestigen op de essentie van zijn werk. Dat is dan een bepaalde gezichtsuitdrukking. Zijn werken tonen zowel van genot en blijdschap vervulde, als van woede of pijn vertrokken figuren.
Reeds tijdens zijn leven won zijn reputatie het van zijn genie en na zijn dood ontstond het beeld van de kunstenaar als bohemien aan de rand van de maatschappij. Arnold Houbraken omschreef Brouwer tachtig jaar na zijn dood in zijn kunstenaarsbiografie als was hij “zig niet magtig, als hy geld had, van drinken, zwelgen en Boerteryen te onthouden". De kunstenaar stond inderdaad bij velen in de schulden, waardoor hij zelfs enige tijd in de Antwerpse citadel opgesloten zou worden. Toch is de kans groot dat Houbraken zijn biografie opsmukte met sappige details. Niet enkel vandaag bestaat er namelijk een publiek van ramptoeristen, geïnteresseerd in ongecontroleerd gedrag en agressie als gevolg van verslaving.

## Beschrijving
De Kaartspelers en brassers leunen nog aan bij de karikaturale voorstellingen in bont kleurenpalet uit Brouwers vroegste periode. Toch balanceert het op de rand; het vertoont namelijk ook al karakteristieken van zijn latere werken. De Kaartspelers en brassers stralen namelijk ook een natuurlijkheid en intimiteit uit, iets wat zijn latere oeuvre zou kenmerken.
Haveloze, rokende, drinkende en gokkende dorpelingen bevolken een armzalige herberg. Het is schoolvoorbeeld van een genreschilderij dat het dagelijks leven toont met een humoristische ondertoon. Tegelijk heeft het echter een moraliserend doel. Het wees ‘deftige’ burgers op het ‘verwerpelijke’ gedrag van ‘het gemeen’ of ‘gewone’ volk. Opvallend zijn Brouwers satirische visie op en intimiteit van het werk. De blik van de toeschouwer wordt per meteen gevestigd op de essentie. In dit werk zijn dat de sprekende gelaatsuitdrukkingen. Wat ook opvalt, zijn de vreemde details van het paneel, zoals de witte poedel in de rechter benedenhoek.